# Samojed (pas)
Samojed je pas srodan aljaskom malamutu i sibirskom haskiju. Druželjubiv je i veoma je izdržljiv za vuču. Potiče iz zapadnog Sibira, Rusije.

## Namjena
Pastirski pas, pas čuvar, pas za vuču saonica i lovački pas, danas često i kućni pas.

## Veličina
Visina mužjaka iznosi 57 cm, visina ženke 53 cm. Odstupanja od 3 cm prema dolje ili gore su dozvoljena.

## Dlaka
Spoljna dlaka je gruba i strši, poddlaka je mekana i gusta. Boja je bijela, kremasta ili bijela s oznakama boje biskvita.

## Narav
Samojed je pas pun suprotnosti. On je veseo i ljubazan, inteligentan i relativno poslušan, ali ne "ropski" odan, zna biti izuzetno tvrdoglav, osjećajan i drag, dominantan i oprezan, privržen ali ne i dosadan. Vrlo je izdržljiv i ostaje zaigran do u duboku starost. Voli da laje.

## Literatura
- Bernard, MA; Valli, VE (1977). „Familial renal disease in Samoyed dogs”. The Canadian veterinary journal. La revue veterinaire canadienne. 18 (7): 181—9. PMC 1697612 . PMID 884645.
- Meyers, VN; Jezyk, PF; Aguirre, GD; Patterson, DF (1983). „Short-limbed dwarfism and ocular defects in the Samoyed dog”. Journal of the American Veterinary Medical Association. 183 (9): 975—9. PMID 12002589.
- Kimmel, SE; Ward, CR; Henthorn, PS; Hess, RS (2002). „Familial insulin-dependent diabetes mellitus in Samoyed dogs”. Journal of the American Animal Hospital Association. 38 (3): 235—8. PMID 12022409.